# 1544
Cette page concerne l'année 1544  du calendrier julien.
L'année 1544 est une année bissextile qui commence un mardi.

## Événements
- 20 juin : Hassan Pacha, fils de Khayr ad-Din Barberousse, devient beylerbey d’Alger (fin en 1552)[1]. Il rétablit son autorité sur l’ouest de la régence d'Alger avec l’aide de l’armée turque commandée par le renégat Hassan Corso.

- 19 août, Maroc : le Saadien Mohammed ech-Cheikh bat son  frère Ahmed al-Araj et s'empare de Marrakech[2].

- Début du règne de Diego, manicongo du royaume de Kongo (fin en 1561)[3].
- Invasion de sauterelles en Égypte[4].
- Une expédition portugaise en route pour le Japon dirigée par Fernão Mendes Pinto recense pour la première fois l'existence de l'île de Taïwan qu'il baptise Formasa (« belle île »)[5].

### Amérique

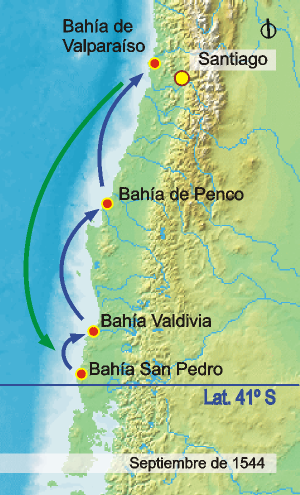
4-30 septembre : Expédition de Juan Bautista Pastene

- 10 janvier : arrivée à Panama de Blasco Núñez Vela, vice-roi du Pérou. Il est à Lima le 17 mai[6].
- 24 mars : Antonio de Mendoza promulgue les Leyes Nuevas au Mexique[7].
- 25 avril : Álvar Núñez Cabeza de Vaca, de retour à Asuncion après une expédition, est destitué par les colons de son gouvernement du Río de la Plata et remplacé par Domingo Martínez de Irala[8].
- 3 septembre : Pedro de Valdivia fonde Valparaíso[9].
- 4-30 septembre : expédition de Juan Bautista Pastene (de) parti reconnaître la côte sud-ouest du Chili[10].
- 18 septembre : le vice-roi du Pérou Blasco Núñez Vela est déposé et jeté en prison par les colons rebelles[11]. Nouvelle guerre civile au Pérou opposant le vice-roi et les colons révoltés dirigés par Gonzalo Pizarro (fin en 1546).
- 28 octobre : Gonzalo Pizarro entre à Lima et se fait nommer gouverneur[6].

### Europe

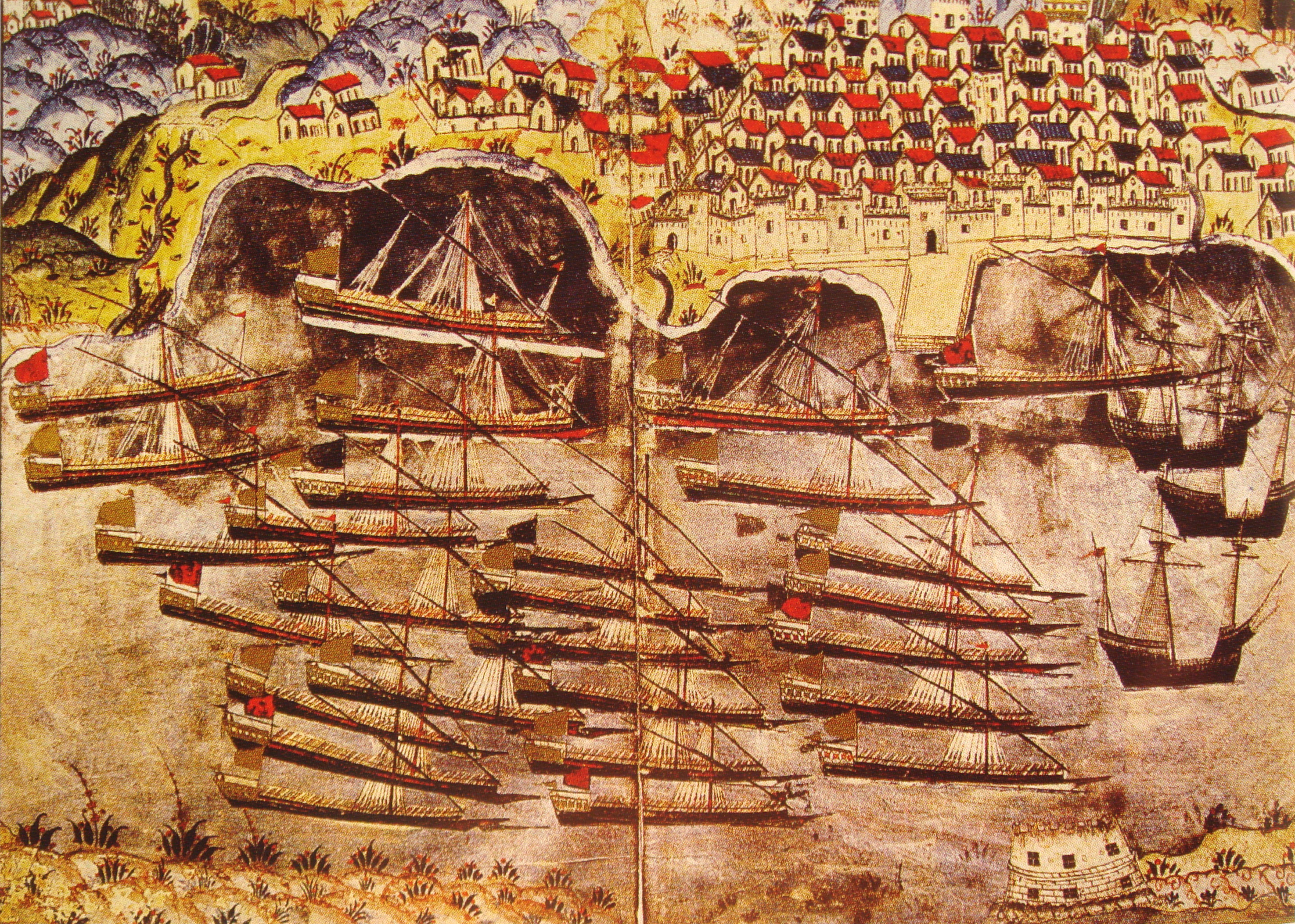
La flotte ottomane de Barberousse hiverne à Toulon jusqu'en mars

- 6 janvier : les Turcs, alliés de la France, attaquent les côtes espagnoles. Il brûlent Cadaqués, Ampurias, Palamós, Roses et Villajoyosa[12].
- 13 janvier : nouvelle session de la Diète à Västerås. La Suède est proclamée État évangélique, les pèlerinages sont officiellement interdits ainsi que toutes les manifestations se rattachant au culte des saints. Les crucifix sont arrachés des murs. L'Union Héréditaire est confirmée[13].
- 14 janvier : réunion du Parlement d'Angleterre qui vote le Troisième Acte de Succession le 7 février. Henri VIII réintègre ses deux filles Marie et Élisabeth dans l’Ordre de succession au trône, mais après leurs demi-frère Édouard. Elles conservent leurs illégitimités[14].

- 20 février : ouverture de la diète de Spire en présence de Charles Quint ; elle lui accorde des subsides pour mener la guerre contre la France et les Turcs (10 juillet)[15].

- 14 avril[16] (ou le 11) : victoire des Français conduit par François d'Enghien à la bataille de Cérisoles sur les Impériaux. Le Montferrat passe à la France.
- 23 mai
  - Paix de Spire entre le Danemark et Charles Quint[15]. Elle accorde au roi de Danemark le droit de prélever un péage sur tous les navires passant par le Sund et ouvre le détroit à tous les navires[17]. Amsterdam obtient le droit de commercer avec Bergen au même titre que les villes de la Hanse[18].
  - Khayr ad-Din Barberousse investit les îles d'Hyères, puis se tourne vers l'Italie[12]. Il ravage les îles Lipari, Elbe, la Campanie et la Calabre[16]. Il réduit 20 000 chrétiens en esclavage.
- 2 juin : Une armée espagnole commandée par Alfonso de Ávalos écrase une armée française composée de mercenaires italiens, commandée par Pierre Strozzi, lors de la bataille de Serravalle,
- Juillet : offensives de Charles Quint en Champagne et de Henri VIII d'Angleterre dans le Boulonnais. Charles Quint marche jusqu’à Château-Thierry et menace Paris[18].
- 8 juillet-17 août : siège et prise de Saint-Dizier par Charles Quint[16].
- 15 juillet : mort de René de Chalon au siège de Saint-Dizier. À 11 ans, Guillaume de Nassau, dit le Taciturne, hérite de la principauté d’Orange, d’Anvers, de Bréda et de nombreux autres lieux aux Pays-Bas[19].
- 19 juillet-18 septembre : siège et occupation de Boulogne par les Anglais (fin en 1546)[20].
- 20 juillet : fondation de l'université de Königsberg (Albertina), inaugurée le 17 août par le duc Albrecht de Prusse[21].
- 25 juillet : victoire navale espagnole sur les Français à la bataille de Muros[22].

- 18 septembre : Charles Quint et François Ier signent la trêve de Crépy-en-Laonnois[16]. Charles Quint renonce au duché de Bourgogne en échange de la renonciation de la France à la Flandre, à l’Artois, au Milanais, à Naples et à l’Aragon. Le Piémont demeure occupé par les troupes françaises.
- 22 septembre : suspension du Saint-Office au Portugal[23].

- 9 octobre : échec des troupes du Dauphin contre Boulogne[24].
- 9 novembre : Sept naves ragusaines sont victimes de la tempête en Adriatique[4].

- Fondation de l'Église calviniste d'Emden, en Frise orientale, qui devient la « Genève du Nord » après 1554[25].
- Un vaisseau entier de converses portugais en fuite atteint Raguse[26].

- Mise en service de la première raffinerie de sucre en Angleterre[27].

## Naissances en 1544
- 19 janvier : François II, roi de France († 5 décembre 1560).
- 30 janvier : Giorgio Basta, général du Saint-Empire romain germanique d’origine albanaise, gouverneur de Transylvanie († 26 août 1607).
- 3 février : César de Bus,  prêtre catholique français, reconnu bienheureux par l'Église catholique † 15 avril 1607).
- 23 février : Isaac Habrecht, horloger suisse († 11 novembre 1620).
- 1er mars : Sagara Yoshiharu, daimyo de l'époque Sengoku de l'histoire du Japon († 27 décembre 1581).
- 11 mars : Le Tasse, poète italien († 25 avril 1595).
- 20 avril : Renée de Lorraine, fille du Duc François Ier de Lorraine et de Christine de Danemark († 22 mai 1602).
- 29 avril : Jean de La Barrière, abbé et réformateur de l'abbaye Notre-Dame de Feuillant († 25 avril 1600).
- 3 mai : Charles de Navières, poète français († 15 novembre 1616)
- 5 mai : Johann Conrad Meyer, juriste et personnalité politique suisse († 18 juin 1604).
- 6 mai : Jean Papire Masson, écrivain, historien, géographe, biographe, critique et avocat français († 5 janvier 1611).
- 24 mai : William Gilbert, savant et médecin anglais († 30 novembre 1603).
- 5 juin : Nicolas Le Fèvre, philologue français († 3 novembre 1612).
- 16 juin : Diane de La Marck, fille du Duc de Bouillon et Seigneur de Sedan et de Château-Thierry, Robert IV de La Marck († 1612).
- 25 juillet : Giacomo Zanguidi, peintre maniériste italien de l'école de Parme († 1574).
- 27 juillet : George Whetstone, écrivain, dramaturge et soldat anglais († septembre 1587).
- 9 août : Bogusław XIII de Poméranie, duc de Poméranie († 7 mars 1606).
- 16 août : Urbano Monti, géographe et cartographe italien († 15 mai 1613).
- 27 septembre : Takenaka Shigeharu, samouraï durant la période Sengoku († 6 juillet 1579).
- 1er octobre : Jacques de Clèves, fils de François Ier de Clèves († 1564).
- 28 octobre : Catalina de Balmaseda y San Martín, religieuse carmélite déchaussée espagnole († 3 janvier 1594).
- 15 novembre : Dorothée-Suzanne de Simmern, princesse de l'électorat du Palatinat et par mariage duchesse de Saxe-Weimar († 8 avril 1592).
- 27 novembre : Ascanio Trombetti, compositeur italien († 21 septembre 1590).
- 23 décembre :
  - Anne de Saxe, fille de Maurice de Saxe et Agnès de Hesse († 15 décembre 1577).
  - Christian Wurstisen, mathématicien, théologien et historien de Bâle († 29 mars 1588).

- Date précise inconnue :
  - Baptiste Androuet du Cerceau, architecte français († 1602).
  - Richard Bancroft, ecclésiastique anglais, soixante-quatorzième archevêque de Cantorbéry († 2 novembre 1610).
  - Giacomo Bosio, frère servant de l'ordre de Saint-Jean de Jérusalem et l'historien de son ordre († 1627).
  - Giovanni Botero, penseur politique et homme de lettres italien († 1617).
  - Henri de Bourbon, vicomte titulaire de Lavedan, baron de Malause († 1611).
  - Giovanni Battista Brusasorci, peintre italien de l'école véronaise († ?).
  - Tiberio Cerasi, homme d’église romain,  trésorier général de la Chambre apostolique († 3 mai 1601).
  - Gillis van Coninxloo, peintre de paysage flamand de l'École d'Anvers († 1606).
  - Guillaume de Saluste Du Bartas, écrivain et poète français († 28 août 1590).
  - Antoine du Verdier, seigneur de Vauprivas, humaniste et bibliographe français († 25 septembre 1600).
  - Pierre Forget de Fresnes, baron de Véretz et du Fau, seigneur de Fresnes et de La Ferté-Hubert († 1610).
  - Ambrosius Francken I, peintre baroque flamand de l'École d'Anvers († 1618).
  - François de l'Enfant-Jésus, philanthrope espagnol, propagateur de la dévotion à l'Enfant-Jésus, devenu carme déchaux † 26 décembre 1604).
  - Furuta Shigenari, guerrier et célèbre maître de thé japonais († 6 juillet 1615).
  - Giovanni Guerra, peintre et dessinateur italien († 1618).
  - Thomas Hobson, employé de poste de Cambridge, connu pour l'expression « choix de Hobson » († 1er janvier 1631).
  - Ikeda Tomomasa, kokujin et commandant militaire de l'époque Azuchi Momoyama († 1603 ou 17 avril 1604).
  - William Knollys, 1er baron Knollys de Greys, puis 1er vicomte Wallingford, et finalement 1er comte Banbury (†  25 mai 1632).
  - Claude III de L'Aubespine, seigneur d'Hauterive, homme d'État et diplomate français († 11 septembre 1570).
  - Masatsugu Tsuchiya, serviteur du clan Takeda durant l'époque Sengoku († 29 juin 1575 ou 9 juillet 1575).
  - Cuthbert Mayne, prêtre catholique et martyr anglais († 29 novembre 1577).
  - Francesco Morandini, peintre italien de l'école florentine du Cinquecento († 1597).
  - Palma le Jeune, peintre maniériste italien († 14 octobre 1628).
  - Filippo Paladini, peintre du maniérisme tardif italien († 1614).
  - Girolamo Pamphilj, cardinal italien († 11 août 1610).
  - Dirck Gerritsz Pomp, marin hollandais († 1608).
  - Rajasinha I, roi du royaume de Kandy, dans l'actuel Sri Lanka († 1593).
  - Louis Richeome, prêtre jésuite français († 15 septembre 1625).
  - Giacomo Sannesio, cardinal italien († 19 février 1621).
  - Nicolas Brulart de Sillery, homme d'État français, garde des sceaux puis chancelier de France († 1er octobre 1624).
  - Romolo del Tadda, sculpteur italien de l'école florentine († 1621).
  - Teodoro d'Errico, peintre hollandais qui fit presque toute sa carrière dans le royaume de Naples († 1618).
  - Tokuyama Norihide, samouraï de la fin de l'époque Sengoku et du début de l'époque d'Edo († 21 décembre 1607).
  - Yamanoue Sōji, maître de thé japonais († 19 mai 1590).
  - Théodose Zygomalas, érudit, philologue, copiste de manuscrits et dignitaire laïc du patriarcat œcuménique de Constantinople († 1607).

- Vers 1544 :
  - Patricio Caxés, peintre de cour italien († 14 mai 1612).
  - Jean de Normandie, diplomate genevois d'origine française († 14 avril 1616).
  - John Puckering, avocat et homme politique anglais († 30 avril 1596).
  - Maria Temrioukovna, tsarine russe d’origine circassienne († 1er septembre 1569).
  - Melchiorre Zoppio, médecin et homme de lettres italien († 1634).

- 1544 ou 1545 :
- Orazio Torsellini, jésuite, historien et écrivain italien († 6 avril 1599).

## Décès en 1544
- Hiver 1543-1544[28] : Bonaventure Des Périers, écrivain français (Arnay-le-Duc, (° vers 1510).

- 15 juillet :
  - René de Chalon, prince d'Orange, comte de Nassau et seigneur de Bréda (° 5 février 1519).
  - Giovanni Antonio Sogliani, peintre italien (° 1492).

- 10 septembre : Girolamo da Treviso, peintre italien (° 1508).
- 12 septembre[29] : Le poète Clément Marot à Turin (né à Cahors (° 1496).
- 25 septembre : Valerius Cordus, botaniste et chimiste allemand (° 1515).

- 27 octobre : Giannicola di Paolo, peintre italien (° vers 1460).

- 13 novembre : Odard Hennequin, évêque de Troyes (° 1484).

- Date précise inconnue :
  - Chen Daofu, peintre, calligraphe et poète chinois de la Dynastie Ming (° 1483).
  - Jacopo Siculo, peintre italien (° 1490).
  - Zaccaria Zacchi, peintre, sculpteur et ingénieur italien († 6 mai 1473).

- Vers 1544 :
- Vincenzo Civerchio, peintre et sculpteur sur bois italien (° vers 1470).